# Kim Rossi Stuart
Kim Rossi Stuart (Roma, 31 d'octubre de 1969) és un actor i director de cinema italià.

## Biografia
És fill del popular actor italià Giacomo Rossi-Stuart i la seva mare era una top model, té tres germanes Ombretta Rossi Stuart, Valentina Rossi Stuart (actriu) i Loretta Rossi Stuart. Parla amb fluïdesa anglès, francès i italià.
En 1989 es va comprometre amb l'actriu Simona Cavallari, però la relació va acabar en 1991. Va sortir amb l'actriu anglesa-italiana Veronica Logan.
Rossi Stuart i l'actriu italiana Ilaria Spada van tenir un fill, Ettore, el 26 de novembre de 2011.

## Carrera
Va començar a actuar amb cinc anys, va estudiar teatre i en 1986 va començar a actuar regularment, especialment en sèries de televisió com Fantaghirò. Va debutar al cinema en una pel·lícula de Mauro Bolognini, Fatti di gente perbene (1974). Va participar en el rodatge d'El nom de la rosa (1986) de Jean-Jacques Annaud amb un petit paper de novici.
Va aconseguir popularitat amb la pel·lícula Il Ragazzo dal Kimono d'oro (1987, dirigida per Fabrizio De Angelis) i amb Poliziotti (1994, de Giulio Base). Després d'aquestes pel·lícules comercials, en les quals s'explotava el seu físic i la seva imatge de sex symbol, Rossi Stuart s'ha caracteritzat per triar papers en pel·lícules d'alè artístic, com Senza pelle (1994) de Alessandro D'Alatri, en la qual va interpretar a Saverio, un home amb problemes psicològics (Rossi Stuart es va involucrar tant en la creació del personatge que fins i tot va compondre ell mateix els poemes que Saverio escriu al personatge de Gina).
En 1994 també va rodar Cuore Cattivo d'Umberto Marino i en 1995 va participar en la pel·lícula Al di là delle nuvole d’Antonioni i Wim Wenders. Va interpretar el personatge de Julien Sorel en una coproducció internacional que adaptava El roig i el negre de Stendhal per a la televisió.
En 2004 va protagonitzar la pel·lícula Le chiavi di casa. El seu personatge tracta la complicada relació entre un pare i el seu fill minusvàlid. En 2004 va participar en el telefilm Il tunnel della libertà i va protagonitzar la pel·lícula Romanzo criminale de Michele Placido, basada en la novel·la homònima de Giancarlo De Cataldo sobre una organització criminal romana anomenada Banda della Magliana (Magliana és un barri de Roma)..

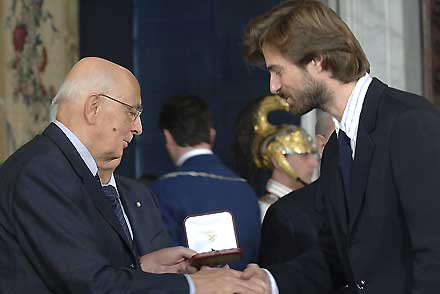
Rossi Stuart (dreta) rep de mans del president de la República italiana, Giorgio Napolitano, el Premi Vittorio de Sica (2006).

A la fi de 2006 va participar en la pel·lícula Piano, solo, dirigida per Riccardo Milani i basada en el llibre de Walter Veltroni, Il disco del mondo, vita breve di Luca Flores, dedicat al músic Luca Flores. El 2009 interpreta Questione di cuore de Francesca Archibugi,al costat d'Antonio Albanese, formant una parella irresistible de dues persones completament diferents que es troben en una unitat de cures intensives seguint de un atac de cor. Passa amb una veritat increïble del to dramàtic a la comèdia, revelant-se com un dels actors més eclèctics del cinema italià. Va rebre nominacions per al David di Donatello i el Nastro d'argento. El 2010 va interpretar el paper de Renato Vallanzasca a la pel·lícula Vallanzasca - Gli angeli del male, dirigida per Michele Placido.

### Teatre
Rossi Stuart també ha freqüentat el teatre. En 1987 va participar en el muntatge del Piccolo Teatro di Milano de l'obra Filottete de André Gide (dirigida per Walter Pagliaro). Posteriorment, en 1994 va interpretar el personatge d'Edmund en El rei Lear de William Shakespeare (dirigit per Lucca Ronconi. En 1996 va coprotagonitzar al costat de Turi Ferro l'obra Il visitatore de Éric-Emmanuel Schmitt (direccióa: Antonio Calenda). En 1998-1999 va interpretar Hamlet (direcció d'Antonio Calenda) i en 2000 Macbeth (direcció de Giancarlo Cobelli).

### Direcció cinematogràfica
En 2006 va dirigir la seva primera pel·lícula (en la qual també participa com a actor, Lliure també m'està bé, que es va projectar al Festival de Canes.

## Filmografia

### Actor

#### Cinema
- El nom de la rosa, dirigida per Jean-Jacques Annaud (1986)
- Il ragazzo dal kimono d'oro, dirigida per Fabrizio De Angelis (1987)
- Il mistero del panino assassino, dirigida per Giancarlo Soldi (1987)
- Il ragazzo dal kimono d'oro 2, dirigida per Fabrizio De Angelis (1988)
- Domino, dirigida per Ivana Massetti (1988)
- Obbligo di giocare - Zugzwang, dirigida per Daniele Cesarano (1989)
- Lo zio indegno, dirigida per Franco Brusati (1989)
- 18 anni tra una settimana, dirigida per Luigi Perelli (1991)
- Un'altra vita, dirigida per Carlo Mazzacurati (1992)
- In camera mia, dirigida per Luciano Martino (1992)
- Cuore cattivo, dirigida per Umberto Marino (1994)
- Senza pelle, dirigida per Alessandro D'Alatri (1994)
- Al di là delle nuvole, dirigida per Michelangelo Antonioni i Wim Wenders (1995)
- Poliziotti, dirigida per Giulio Base (1995)
- La ballata dei lavavetri, dirigida per Peter Del Monte (1998)
- I giardini dell'Eden, dirigida per Alessandro D'Alatri (1998)
- Pinocchio, dirigida per Roberto Benigni (2002)
- Le chiavi di casa, dirigida per Gianni Amelio	(2004)
- Novel·la criminal, dirigida per Michele Placido (2005)
- Lliure també m'està bé, dirigida per Kim Rossi Stuart (2005)
- Piano, solo, dirigida per Riccardo Milani (2007)
- Questione di cuore, dirigida per Francesca Archibugi (2009)
- Vallanzasca - Gli angeli del male, dirigida per Michele Placido (2010)
- Anni felici, dirigida per Daniele Luchetti (2013)
- L'Ex de ma vie, dirigida per Dorothée Sebbagh (2014)
- Maraviglioso Boccaccio, dirigida per Paolo e Vittorio Taviani (2015)
- Tommaso, dirigida per Kim Rossi Stuart (2016)
- Gli anni più belli, dirigida per Gabriele Muccino (2020)
- Cosa sarà, dirigida per Francesco Bruni (2020)
- Brado, dirigida per Kim Rossi Stuart (2022)

#### Televisió
- I ragazzi della valle misteriosa, dirigida per Marcello Aliprandi (1984)
- Il generale, dirigida per Luigi Magni – minisèrie (1987)
- Il ricatto, dirigida per Ruggero Deodato – minisèrie (1988)
- Valentina – serie TV (1989)
- Senza scampo, dirigida per Paolo Poeti – minisèrie (1989-1990)
- Fantaghirò, dirigida per Lamberto Bava – minisèrie (1991)
- Dalla notte all'alba, dirigida per Cinzia TH Torrini – minisèrie (1992)
- Un posto freddo in fondo al cuore, dirigida per Sauro Scavolini (1992)
- Il cielo non cade mai, dirigida per Gianni Ricci – minisèrie (1992)
- Fantaghirò 2, dirigida per Lamberto Bava – minisèrie (1992)
- Dov'eri quella notte, dirigida per Salvatore Samperi – minisèrie (1993)
- Fantaghirò 3, dirigida per Lamberto Bava – minisèrie (1993)
- La famiglia Ricordi, dirigida per Mauro Bolognini – minisèrie (1995)
- Il rosso e il nero, dirigida per Jean-Daniel Verhaeghe – minisèrie (1998)
- Uno bianca, dirigida per Michele Soavi – minisèrie (2001)
- Il tunnel della libertà, dirigida per Enzo Monteleone – minisèrie (2004)
- Maltese - Il romanzo del Commissario, dirigida per Gianluca Maria Tavarelli – minisèrie (2017)
- Everybody Loves Diamonds – sèrie TV (2023)
- Il Gattopardo (2024)

### Director
- Lliure també m'està bé (2006)
- Tommaso (2016)
- Brado (2022)

## Reconeixements
- Ciak d'oro
  - 1995 – Millor actor per Senza pelle[7]
- Premi Hystrio
  - 1999 – Premi a l'interpretació

- David di Donatello
  - 2003 – Nominació al millor actor secundari per Pinocchio
  - 2005 – Nominació al millor actor protagonista per Le chiavi di casa
  - 2006 – Nominació al millor actor protagonista per Novel·la criminal
  - 2007 – Nominació al millor actor protagonista per Lliure també m'està bé
  - 2007 – Millor director novell per Lliure també m'està bé
  - 2008 – Nominació al millor actor protagonista per Piano, solo
  - 2010 - Nominació al millor actor protagonista per Questione di cuore
  - 2011 - Nominació al millor actor protagonista per Vallanzasca - Gli angeli del male
  - 2021 - Nominació al millor actor protagonista per Cosa sarà

- Nastro d'argento – Millor director novell per Lliure també m'està bé (2007)
- Nastro d'argento – Millor actor protagonista per Novel·la criminal (2006)
- Nastro d'argento – Millor actor protagonista per Vallanzasca - Gli angeli del male (2011)
- Nastro d'argento – Millor guió per Cosa sarà[8] (2021)
- Nastro d'argento – Millor actor protagonista per Cosa sarà (2021)[8]
- Globi d'oro - Millor actor protagonista per Le chiavi di casa (2005)
- Globi d'oro – Millor opera prima per Lliure també m'està bé (2007)
- Globi d'oro – Millor actor protagonista per Cosa sarà (2021)
- Ciak d'oro 2007 – Millor opera prima per Lliure també m'està bé (2007)[9]
- Ciak d'oro – Millor guió per Lliure també m'està bé (2007)[9]
- Ciak d'oro 2011 - Millor actor per Vallanzasca - Gli angeli del male (2011)[10]

- XXX edició de la Mostra de València: Premi a la millor actuació masculina per Questione di cuore.[11]

Festival Internacional de Cinema de Venècia
| Any  | Categoria                      | Pel·lícula           | Resultat  |
| ---- | ------------------------------ | -------------------- | --------- |
| 1998 | Premi Pasinetti - Millor actor | I giardini dell'Eden | Guanyador |
| 2004 | Premio Pasinetti-Mejor actor   | Le chiavi di casa    | Guanyador |